# Східні Карпати
Схі́дні Карпа́ти — найбільша за протяжністю фізико-географічна провінція Карпат. Простягається від межі із Західними Карпатами (проводять через Тилицький перевал або, за польським поділом Карпат, через Лупківський перевал  на кордоні Словаччини і Польщі) до перевалу Предял та долини річки Прахова у Румунії, у південно-східному напрямку. Переважна більшість гірських хребтів фізико-географічної провінції (за винятком масивів Чорногора, Родна та Келіман) не досягає 2000 м над рівнем моря. У межах Східних Карпат на підставі приналежності гірських споруд до тектонічних поясів Зовнішніх (Флішових) та Внутрішніх (Центральних) Карпат виділяють дві фізико-географічні підпровінції — відповідно Зовнішні Східні Карпати та Внутрішні Східні Карпати.

## Географія

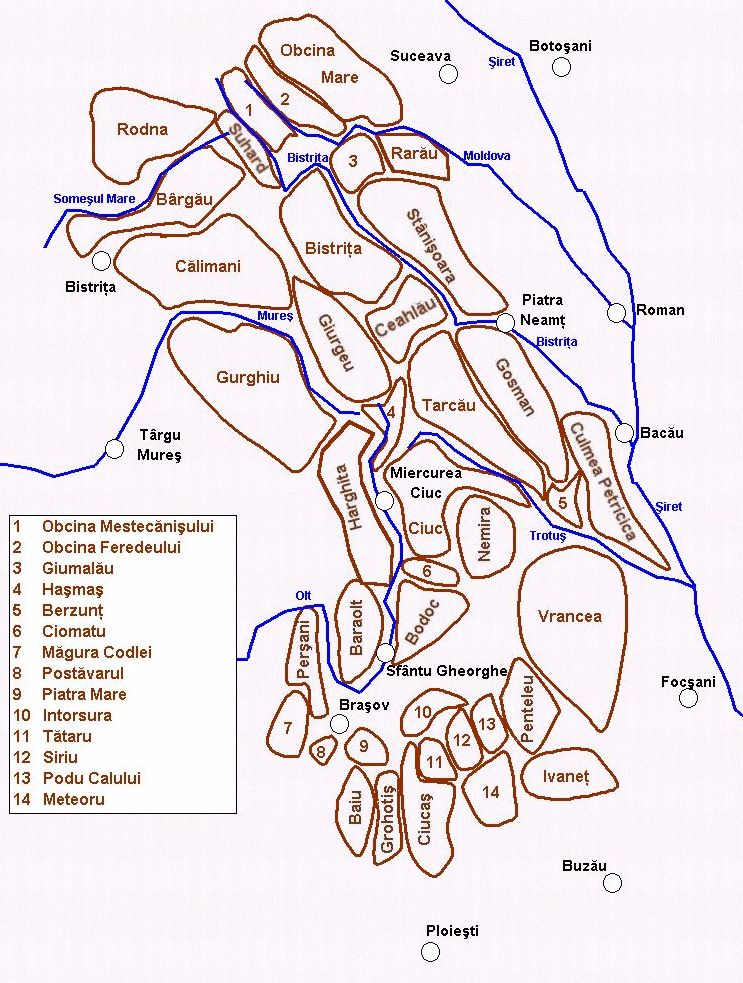
Окремі гірські масиви Східних Карпат у Румунії

На території Польщі та Словаччини до Зовнішніх Східних Карпат належать Центральнобескидське передгір'я, Низькі (Центральні Бескиди) та Бещади з найвищою вершиною Тарниця (1366 м). У межах території України до підпровінції Зовнішніх Східних Карпат відносять фізико-географічні області Зовнішньофлішових (Скибових) Карпат, Вододільно-Верховинських та Полонинсько-Чорногірських Карпат. Довжина їх від витоків Сяну (права притока Вісли) та лівих приток Дністра до верхньої течії Сучави становить близько 270 км, ширина 80–90 км. У масиві Чорногора області Полонинсько-Чорногірських Карпат знаходиться найвища вершина усіх Зовнішніх Східних Карпат — гора Говерла (2061 м). На території Румунії до підпровінції відносять групу гірських хребтів і масивів під загальною назвою Молдавсько-Мунтенські Карпати. Найвищою вершиною серед них є пік Ому (1932 м) у горах Сухард.
До Внутрішніх Східних Карпат у межах Словаччини відносять тільки вулканічний масив Вигорлат, східна частина якого заходить на територію України. Він є одним із масивів Вигорлат-Гутинського вулканічного хребта, який своїм південно-східним краєм заходить у Румунію. В Україні до Внутрішніх Східних Карпат також відносять Солотвинське низькогір'я та два фрагменти Мармароського масиву (Рахівські гори та Чивчини). Найбільша частина території підпровінції Внутрішніх Східних Карпат знаходиться у межах Румунії. Тут до них відносять хребти і масиви, які входять до складу п'яти фізико-географічних областей. Серед них уже згадана область Вигорлат-Гутинського хребта, а також Мармарош-Родна, гори Бистриця, Келіман-Харгіта та Джурджеу-Брашовська западина. Найвищий масив Внутрішніх Східних Карпат – Родна (Роднянські Альпи) розміщений у витоках Бистриці (Золотої Бистриці — правої притоки Сірету та річки Сомеш (ліва притока Тиси), неподалік українсько-румунського кордону. Його вершина підноситься до висоти 2303 м (г. П'єтрос – найвища точка усіх Внутрішніх Східних Карпат і усіх Східних Карпат).
Загалом Східні Карпати покриті мішаними і темнохвойними лісами (бук, ялина, ялиця, сосна); у нижньому поясі — букові ліси, ще нижче — дубові. Гірські луки верхнього поясу (використовуються як літні пасовища).